# نیوهاون، اسکس شرقی
latitudeنیوهاون، اسکس شرقیlongitudeنیوهاون، اسکس شرقی
نیوهاون، اسکس شرقی (به انگلیسی: Newhaven, East Sussex) یک شهرک در بریتانیا است که در انگلستان واقع شده‌است.

## خصوصیات
نیوهاون ۷٫۱۲ کیلومترمربع مساحت و ۱۲٬۲۵۰ نفر جمعیت دارد.

## خواهرخوانده
شهر La Chapelle-Saint-Mesmin خواهرخواندهٔ نیوهاون، اسکس شرقی هست.